# 950년대
950년대는 950년부터 959년까지를 가리킨다.